# Odorrana anlungensis
Odorrana anlungensis là một loài ếch trong họ Ranidae. Nó là loài đặc hữu của Trung Quốc.
Các môi trường sống tự nhiên của chúng là rừng mây ẩm nhiệt đới và cận nhiệt đới và sông. Tình trạng bảo tồn của nó hiện chưa đủ thông tin.